# KLUB-U

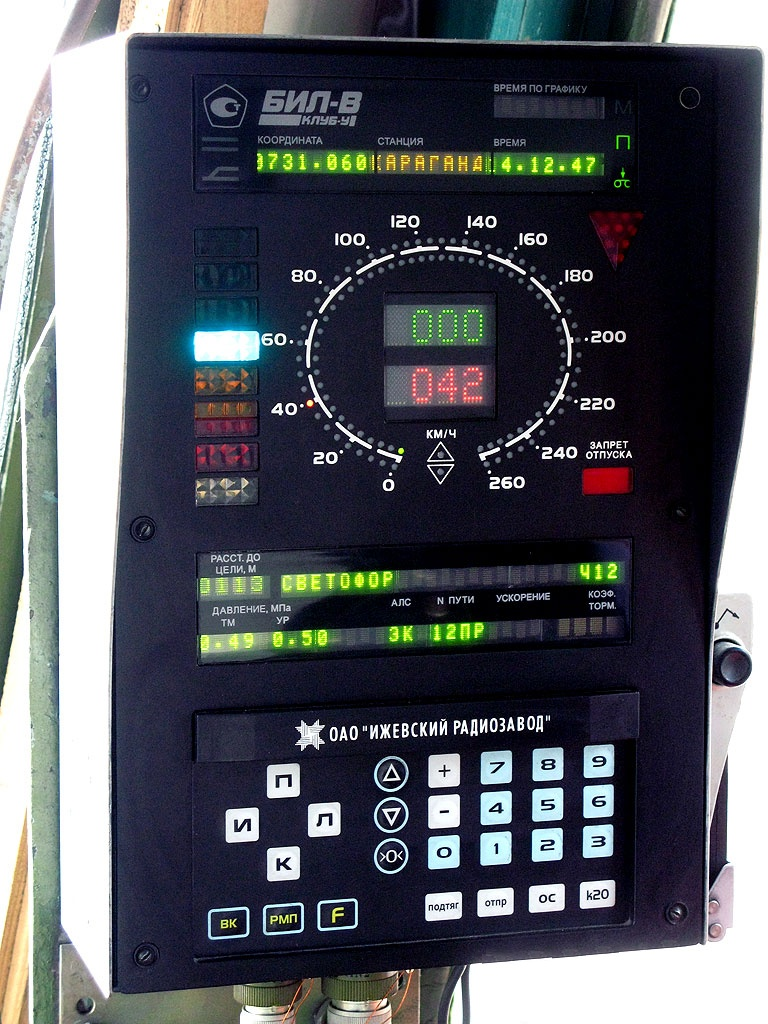
KLUB-U-Führerstandsignalisierung

KLUB ist die Bezeichnung der moderneren russischen Zugbeeinflussungssysteme. Die Abkürzung „КЛУБ“ steht für „Комплексное локомотивное устройство безопасности“, Integrierte Triebfahrzeugsicherheitseinrichtung, und bezeichnet eine Kombination aus Streckensicherung und Führerstandsignalisierung. Die am meisten verbreitete Variante ist KLUB-U, wobei das U für vereinheitlicht (унифицированный) steht.
Die KLUB-U-Führerstandsignalisierung kann die Signale der streckenseitigen Ausrüstung mit ALSN (Automatische Triebfahrzeugsignalisierung für kontinuierlichen Betrieb) dekodieren, um Altbaustrecken nutzen zu können. In der neueren ABTC-M-Blocksicherung können Fahrbegriffe auch über TETRA-Digitalfunk übermittelt werden in Kombination mit einer satellitengestützten Streckenortung (GPS oder GLONASS). Das ITARUS-ATC verbindet KLUB-U über GSM-R-Digitalfunk mit einer ETCS-Level-2-kompatiblen RBC-Blocksicherung.
KLUB-U wird auch für die Hochgeschwindigkeitsstrecken für den Velaro RUS (Sapsan) eingesetzt.
Die Variante KLUB-P (КЛУБ-П) beschränkt sich auf eine Führerstandsignalisierung ohne Streckensicherung. Sie wird ausschließlich bei Triebfahrzeugen der Kategorie II (Spezialfahrzeuge und Rangierbetrieb) eingesetzt. Die Variante KLUB-UP (КЛУБ-УП) wird auch bei Fahrzeugen der Kategorie I eingesetzt und ersetzt die herkömmliche Führerstandsignalisierung von ALSN.

## Entwicklung
Die Geschichte von KLUB geht in das Jahr 1988 zurück, als Überlegungen zum Einsatz einer mikroprozessorgesteuerten Führerstandsignalisierung begannen, die erweiterte Funktionen erlaubt. In den frühen 1990er Jahren wurden dann einige Vorschläge getestet und im Oktober 1994 erfolgte die Zulassung für das erste KLUB-Gerät – in den folgenden Jahren wurden 1214 Triebfahrzeuge mit dieser ersten Version ausgestattet. Man erkennt sie an der LED-Anzeige (spätere KLUB-Geräte verwenden LC-Anzeigen).
1997 schlug der Hersteller VNIIAS ein neues Konzept für die Zugsteuerung vor, deren Entwicklung vom Ministerium genehmigt wurde. Das Konzept KURS-B (КУРС-Б – Система комплексная унифицированная для регулирования и обеспечения безопасности движения поездов – Integriertes System zur vereinheitlichten Zugsteuerung und Zugsicherheit) sah drei Elemente vor: den computerisierten KLUB-U-Führerstand, die SAUT-Bremsüberwachung (САУТ – система автоматического управления торможением) und die TS-KBM-Sicherheitsfahrschaltung (ТС КБМ – телемеханическая система контроля бодрствования машиниста).

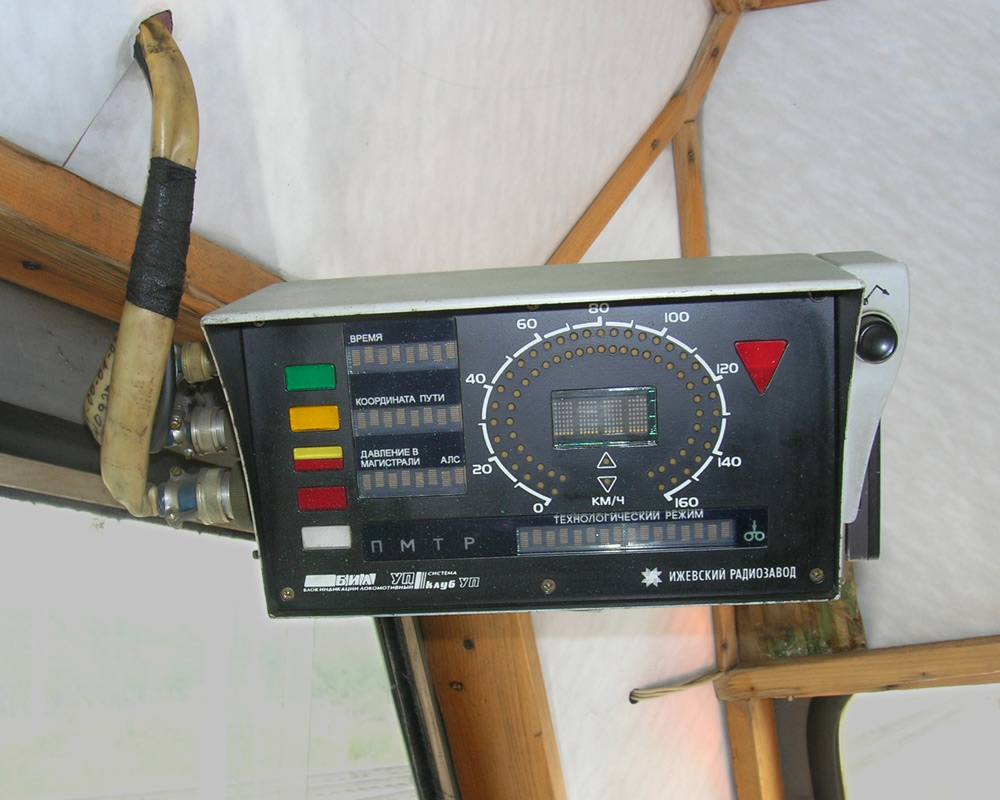
Variante KLUB-UP in einer AS1A-Lok

Die Entwicklung für KURS-B begann 1998. Zur Erhöhung der Sicherheit müssen alle Module separat ausgeführt sein. Das System wurde offen konzipiert, sodass weitere Module später eingebunden werden können – alle Module kommunizieren dabei über einen CAN-Bus untereinander. Alle Teilmodule liegen in doppelter Ausführung im System vor. 1999 begann der Produktionsstart der KLUB-U, die Varianten KLUB-UP und KLUB-P wurden anschließend abgeleitet und sind seit 2000 in Produktion.
Der computerisierte KLUB-U-Führerstand erlaubt die Anbindung einer elektronischen Streckenkarte und die Nutzung von GLONASS (selten auch GPS) zur satellitengestützung Ortung. 2007 waren zwölf Prozent aller KLUB-U-Steuerungen mit einer GIS-Anbindung ausgestattet, die KLUB-UP-Steuerungen werden zu 100 Prozent mit Satellitenortung ausgeliefert. Ein PC-Interface erlaubt den Abgriff von aufgezeichneten Prozessdaten zur Unterstützung der Wartung sowie zum Auffrischen der elektronischen Streckenkarten. Die abgegriffenen Daten werden dabei in einem Servicezentrum zusammengeführt und ausgewertet; das Servicezentrum gibt auch die Updates der Streckenkarten heraus.
Eine bedeutende Erweiterung stellt die Integration von Digitalfunk in das KLUB-U-System dar. Der Grund liegt darin, dass bei hohen Geschwindigkeiten die ALSN-Streckensignale nicht mehr sicher erkannt wurden. Über eine "MOST"-Brückenschaltung (Мост – Brücke) werden im einfachsten Fall die Signale über 160 MHz oder 460 MHz als Funksignal verbreitet. Es ist jedoch auch möglich, die Signalisierung über GSM-R oder TETRA einzubinden. In der ersten Phase wird dies vor allem im Bahnhofsbereich genutzt. Der Fahrdienstleiter kann hier sowohl Freigaben erteilen (etwa beim Ausfall von stationären Signalen) als auch ferngesteuert einen Nothalt auslösen – diese Funktion wurde auf Betreiben des Ministeriums 2004 nachgerüstet.
Die zunehmende Zahl von Modulen führte zu einer erhöhten Zahl von Warnmeldungen und automatisch ausgelösten Bremsen. Eine Analyse führte zu einer verfeinerten Spezifikation, die durch ein Softwareupdate in die Fahrtrechner 2006 übernommen wurden. Die Zahl der Zugausfälle fiel anschließend von 164 im Jahr 2006 auf 80 im Jahr 2007. Seit 2004 lief auch die Entwicklung neuer Streckeneinrichtungen, die über ein elektronisches Stellwerk und Digitalfunk mit dem Zugverband kommuniziert. Dieses ABTC-M-Blocksicherungssystem (АБТЦ-М – система автоблокировки с централизованным размещением аппаратуры – Autoblock-System mit zentraler Steuerung) wurde 2006 eingeführt.
Im Jahr 2010 waren bei den Russischen Eisenbahnen fast 12.000 Fahrzeuge mit einer Satellitennavigation ausgestattet, das sind etwa 36 Prozent der Triebfahrzeuge mit KLUB-U oder KLUB-UP. Schätzungen gehen für den Zeitraum bis 2015 von einem Bedarf von 28.000 bis 30.000 Aufrüstungen für die Satellitennavigation aus, hinzu kommen 50.000 tragbare Ortungs- und Kommunikationsgeräte für Gleisarbeiter. Für die Kommunikation zwischen Leitstellen, Gleisarbeitern und Zugpersonal kommt TETRA zum Einsatz.

### ITARUS-ATC
KLUB-U ist Bestandteil eines erweiterten Konzepts EKS (ЕКС – единая комплексная система управления тяговым подвижным составом – Einheitssystem zur Zugsteuerung). Darin sollen auch Eurobalisen dekodiert werden können und in einer Erweiterung der Anzeige die abgeleiteten Fahrbegriffe entsprechend europäischer Standards dargestellt werden. Für den grenzübergreifenden Einsatz in Finnland wurde seit 2007 in Kooperation mit Ansaldo STS das italienisch-russische Zugsicherungssystem ITARUS-ATC (ITAlian-RUSsian - Automatic Train Control) entwickelt, das mit ETCS kompatibel ist. Dieses System ist ähnlich ETCS Level 2 (es kann per GSM-R mit dessen Radio Block Centre kommunizieren), aber verfügt auch über Satellitenpositionsbestimmung. Hinzu kommen eine Trägheitsnavigation und Radsensoren um Distanz und Richtungswechsel zu messen, sodass die Sicherheit für den Personentransport in der Russischen Föderation gewährleistet wird.
Ansaldo hat im Januar 2010 den Auftrag bekommen, das ITARUS-ATC-System auf einer Teststrecke einzurichten um später für die Verbindung nach Sotschi zu den Olympischen Winterspielen 2014 ausgebaut zu werden. Weißrussland bemüht sich um eine Lizenzierung, um diese ETCS- und KLUB-kompatible Zugsicherung in den paneuropäischen Verkehrskorridoren 2 und 9 einzusetzen. Ende November 2010 wurde zwischen Finmeccanica (Mutterkonzern von Ansaldo) und der Russischen Eisenbahn (Mutterkonzern von VNIIAS) eine verbindliche Absichtserklärung über ein Joint Venture zur Entwicklung von ITARUS-ATC unterzeichnet.
Im Dezember 2015 wurden in Sotschi die Entwicklungsergebnisse den Vertretern der UIC vorgeführt. Ein elektrischer Triebwagen „Lastotschka“ fuhr mit ETCS-Level-2-Führung und GSM-R auf der Nordkaukasischen Eisenbahn zwischen Adler und Matzesta. Das ETCS-kompatible System wurde an die Erfordernisse des 1520 mm-Breitspursystems angepasst. Als Ersatz für die punktförmige Beeinflussung mit Eurobalisen wurde die Anwendung von virtuellen Balisen unter Einsatz von Radsensoren und Satellitenpositionierung verwendet. Seitens des UIC-Generalsekretärs Mark Antony wurden die Ergebnisse als sehr fortgeschritten bezeichnet und als gute Grundlage für die Entwicklung von ETCS L3 im Rahmen der UIC eingeschätzt.
Mit der Zugsicherung sollen bis 2020 dann 100 Bahnhöfe, 100 Fahrzeuge und 50 Zuglinien ausgestattet werden, der Umfang wird auf etwa 2 Milliarden Euro geschätzt.